# Старосільський деканат
Старосільський деканат — колишня структурна одиниця Перемишльської єпархії греко-католицької церкви з центром в м. Стара Сіль. Очолював деканат декан.

## Територія
У 1936 році Старосільський деканат налічував 15 парафій:
1. Парафія с. Букова з філією в с. Лютовиска;
2. Парафія с. Биличі з філією в с. Чишки;
3. Парафія с. Волча Долішна з філією в с. Болозва Горішна;
4. Парафія с. Воютичі з філією в с. Надиби;
5. Парафія с. Гуменець з філією в с. Дубрівка та приходом у с. Воля Райнова;
6. Парафія с. Конів з філією в с. Товарна;
7. Парафія с. Ляшки Муровані з філією в с. Березів та приходом у с. Шумина;
8. Парафія с. Ракова з філією в с. Берестяни;
9. Парафія с. Розсохи з філією в с. Лібухова;
10. Парафія м. Старасіль з філіями в Воскресенськім передмістю, Пятницькім передмістю;
11. Парафія с. Сушиця Велика;
12. Парафія с. Терло з філією в с. Смільниця та приходом у с. Терло Рустикальне, с. Терло Шляхоцьке, с. Прінценталь;
13. Парафія м. Фельштин з філією в с. Городовичі та приходом у с. Глубока, с. Сениці (з громади Сусідовичі);
14. Парафія м. Хирів з філією в с. Слохині та приходом у с. Поляна, с. Посада Хирівська, с. Сливниця, с. Буньковичі, с. Сушиця Мала;
15. Парафія с. Чаплі з приходом у с. Янів.

### Декан
- 1936 — Макар Микола у Фельштині.

### Кількість парафіян
1936 — 30078 осіб.
Деканат було ліквідовано у 1946 році.